# 大谷良孝
大谷 良孝（おおたに よしたか、1956年1月28日 - ）は、日本の政治家。元新潟県弥彦村長。

## 概要
- 弥彦村立弥彦中学校、新潟県立三条高等学校を経て中央大学法学部（通信課程修了）。
- 2003年、初当選。
- 2003年・2007年・2011年とも無投票にて当選する。
- 2003年での公約は、「行財政改革・新温泉の掘削など」。
- 今期の目標は、自立への基盤固め、教育改革・子育て支援など。

## 略歴
- 社会福祉法人理事
- 弥彦村村議
- 助役
以上弥彦村。

## メディア出演

### 新聞
- 「首長の抱負」（新潟日報2007年1月24日朝刊）